# 盛岡家庭裁判所
盛岡家庭裁判所（もりおかかていさいばんしょ）は、岩手県盛岡市にある日本の家庭裁判所の一つで、岩手県を管轄している。略称は、盛岡家裁（もりおかかさい）。花巻、二戸、遠野、宮古、一関、水沢に支部を、久慈、大船渡に出張所を置いている。
盛岡家庭裁判所の本庁・支部は盛岡地方裁判所支部に併設されている。また、本庁・支部・出張所のいずれにも簡易裁判所が併設されている。

## 所在地
- 本庁：岩手県盛岡市内丸9-1　北緯39度42分14.7秒 東経141度9分4.2秒 / 北緯39.704083度 東経141.151167度
東北新幹線, 秋田新幹線, JR東北線, 田沢湖線, 山田線, IGRいわて銀河鉄道いわて銀河鉄道線盛岡駅から徒歩30分
駅から岩手県交通バスのバスセンター方面行き乗車10分，中央通り1丁目停留所下車徒歩1分
- 花巻支部：岩手県花巻市花城町8-26　北緯39度23分21.4秒 東経141度7分3.8秒 / 北緯39.389278度 東経141.117722度
JR東北線, 釜石線花巻駅から徒歩20分
- 二戸支部：岩手県二戸市福岡字城ノ内4-2　北緯40度16分8.9秒 東経141度18分9.7秒 / 北緯40.269139度 東経141.302694度
東北新幹線, IGRいわて銀河鉄道いわて銀河鉄道線二戸駅から徒歩30分
駅からJRバス・県北バスの金田一温泉方面行き乗車10分，呑香稲荷前停留所下車徒歩15分
- 遠野支部：岩手県遠野市東舘町2-3　北緯39度19分41.7秒 東経141度31分45.1秒 / 北緯39.328250度 東経141.529194度
JR釜石線遠野駅から徒歩6分
- 宮古支部：岩手県宮古市宮町一丁目3-30　北緯39度38分20.9秒 東経141度56分36.4秒 / 北緯39.639139度 東経141.943444度
JR山田線, 三陸鉄道リアス線 宮古駅から徒歩15分
- 一関支部：岩手県一関市城内3-6　北緯38度55分38.3秒 東経141度7分49.6秒 / 北緯38.927306度 東経141.130444度
東北新幹線, JR東北線, 大船渡線一ノ関駅から徒歩15分
- 水沢支部：岩手県奥州市水沢大手町4-19　北緯39度8分40.7秒 東経141度8分28.9秒 / 北緯39.144639度 東経141.141361度
JR東北線水沢駅から徒歩15分
- 久慈出張所:岩手県久慈市田屋町2-50-5　北緯40度11分45.1秒 東経141度46分35.5秒 / 北緯40.195861度 東経141.776528度
JR八戸線, 三陸鉄道リアス線久慈駅から徒歩20分
- 大船渡出張所:岩手県大船渡市盛町字宇津野沢9-3　北緯39度4分52.5秒 東経141度42分37.8秒 / 北緯39.081250度 東経141.710500度
JR大船渡線, 三陸鉄道リアス線盛駅から徒歩10分

## 管轄

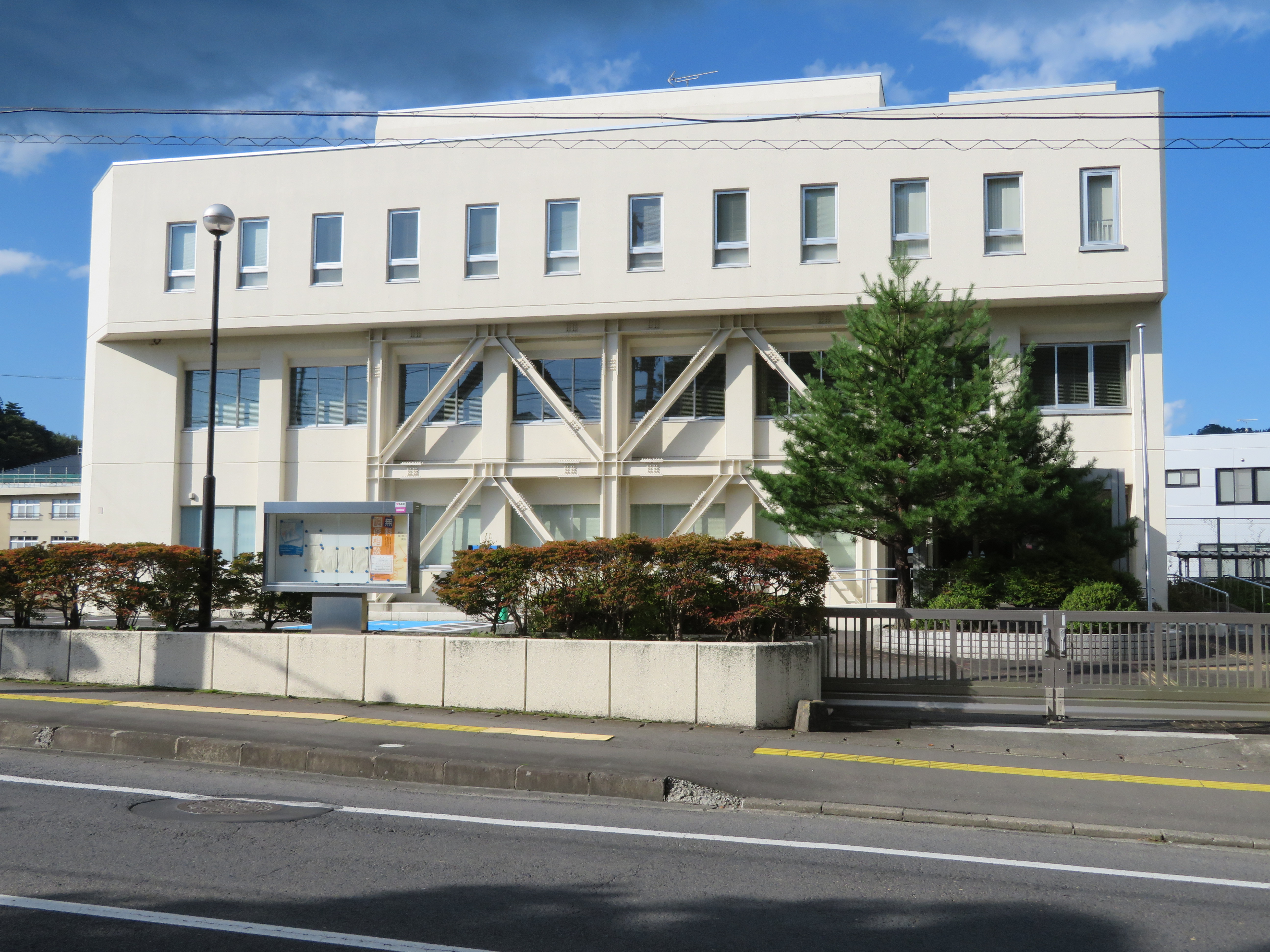
宮古支部

- 本庁
  - 盛岡市、八幡平市、滝沢市、岩手郡雫石町、葛巻町、岩手町、紫波郡紫波町、矢巾町
- 花巻支部
  - 花巻市、北上市、和賀郡西和賀町
- 二戸支部
  - 二戸市、二戸郡一戸町、九戸郡軽米町、九戸村
  - 久慈出張所
    - 久慈市、下閉伊郡普代村、九戸郡野田村、洋野町

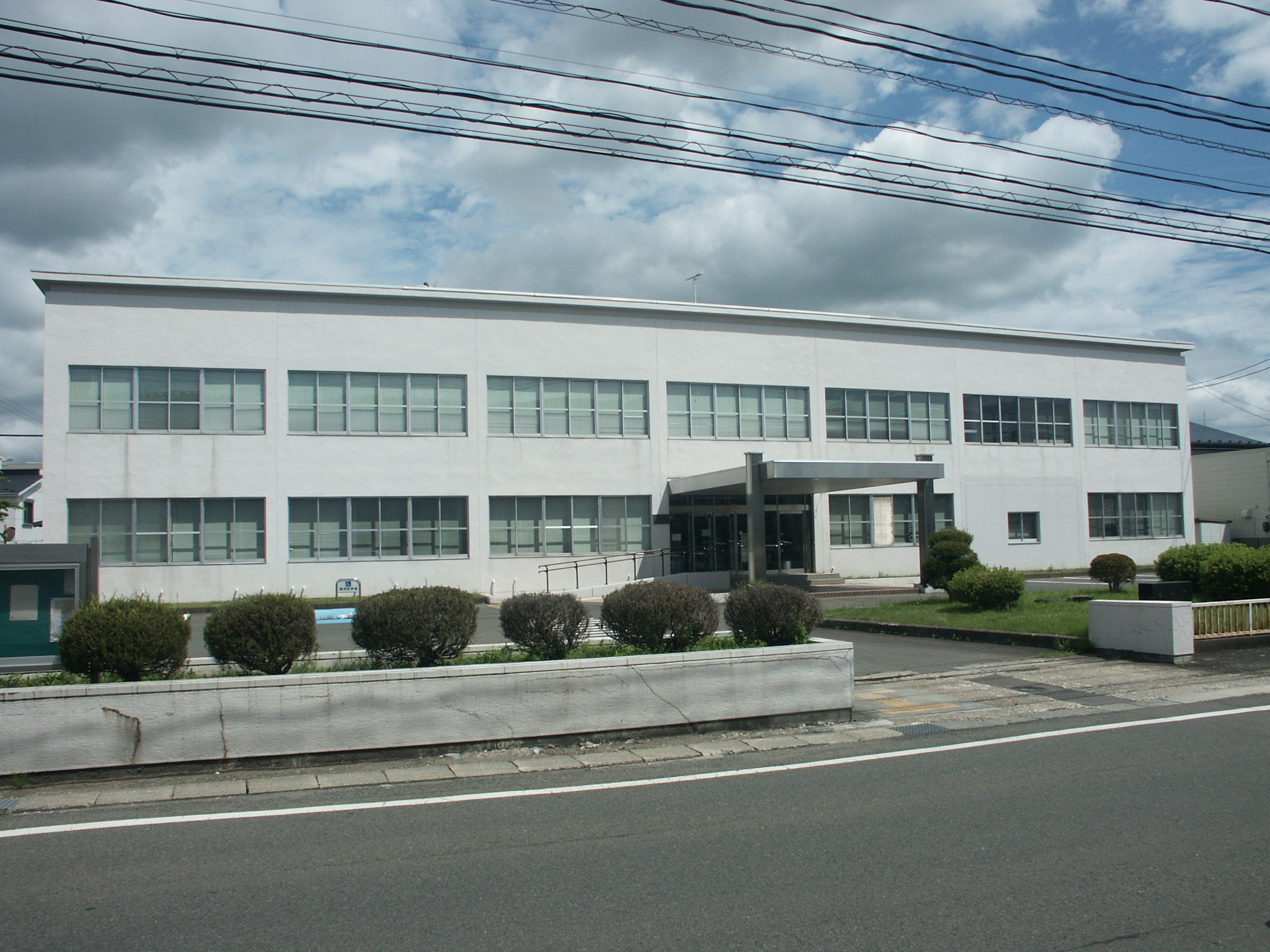
花巻支部
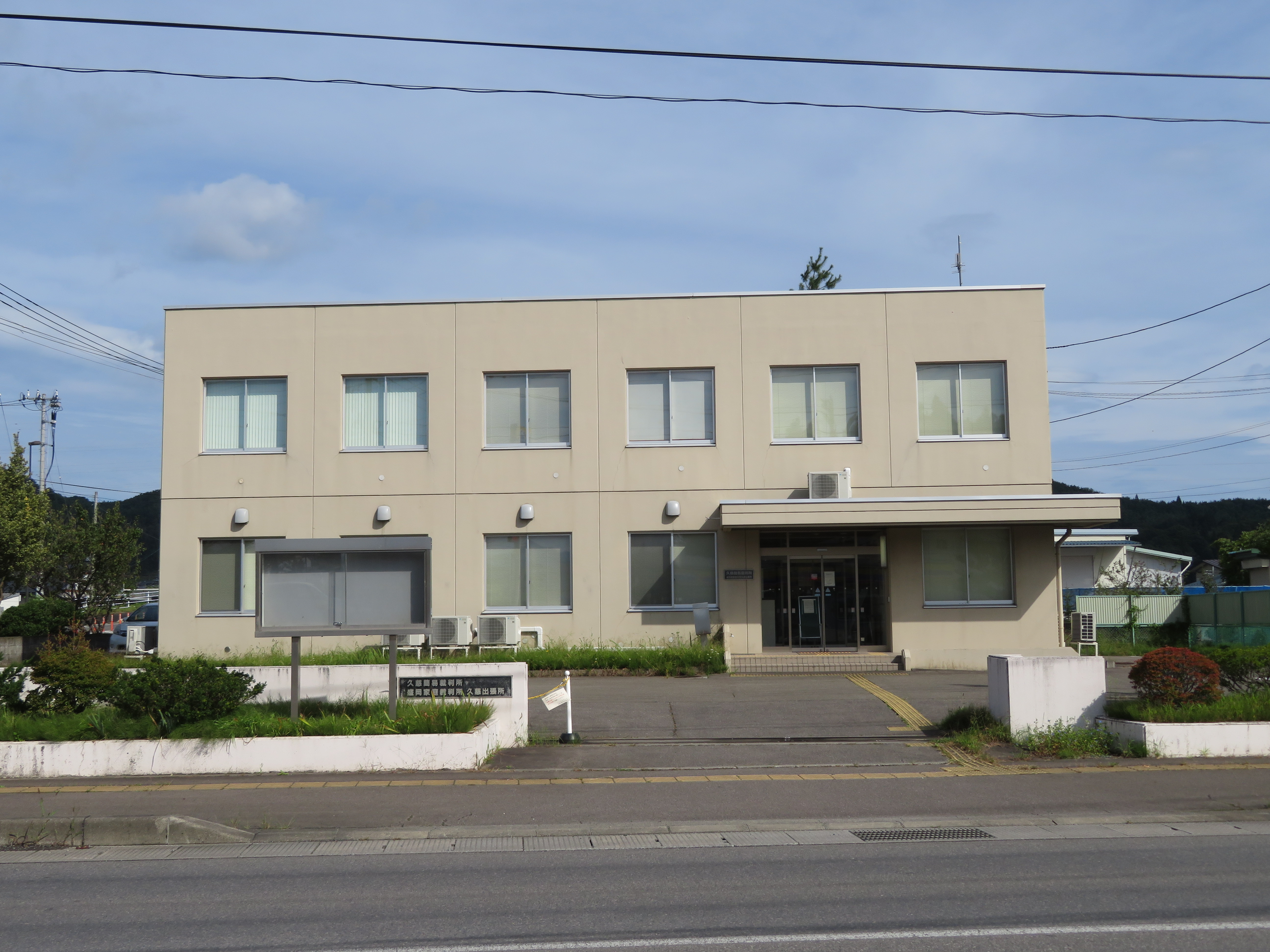
久慈出張所

- 遠野支部
  - 遠野市、釜石市、上閉伊郡大槌町
- 宮古支部
  - 宮古市、下閉伊郡山田町、岩泉町、田野畑村

- 宮古支部

- 一関支部
  - 一関市、西磐井郡平泉町
  - 大船渡出張所
    - 大船渡市、陸前高田市、気仙郡住田町

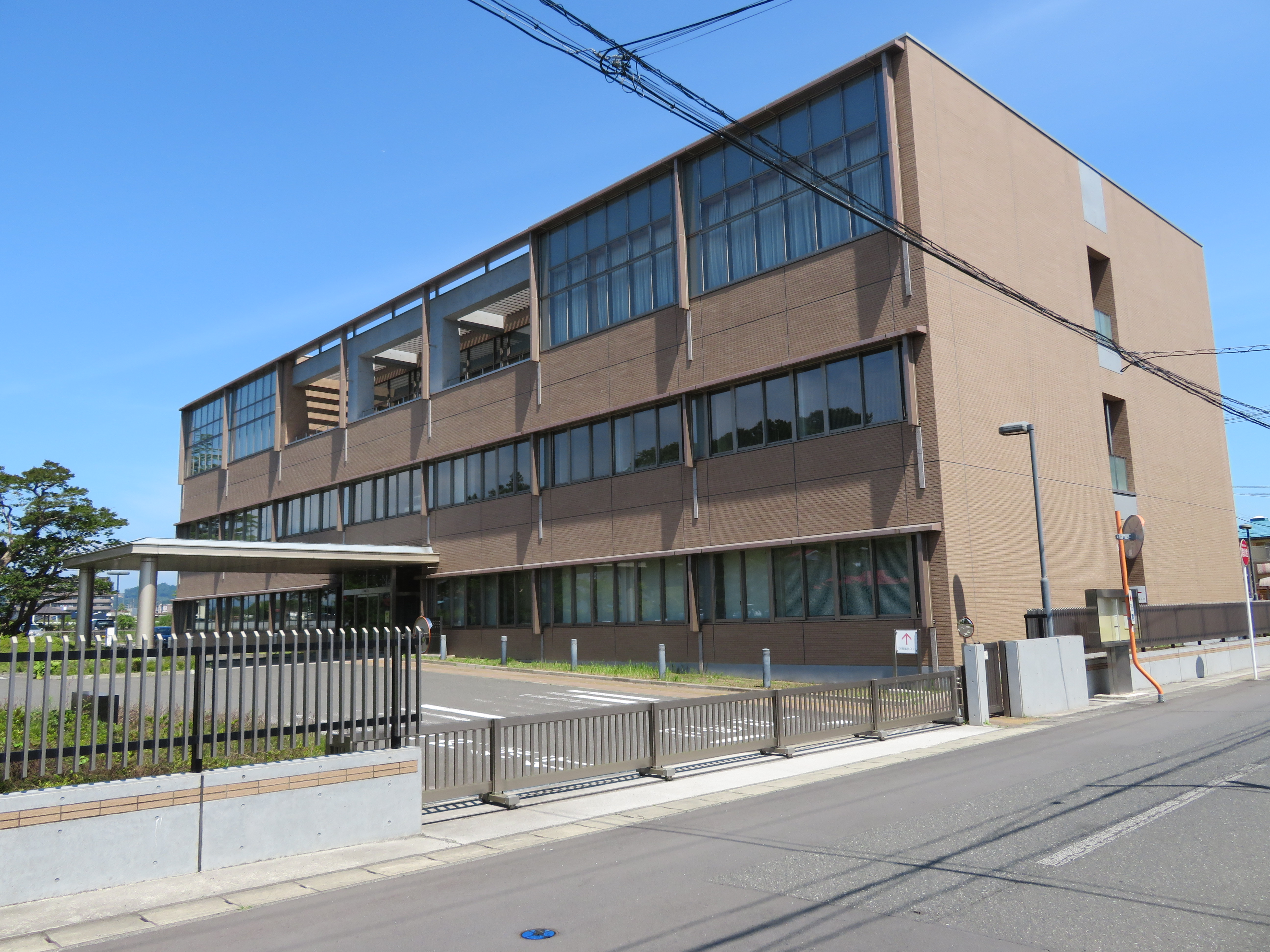
一関支部
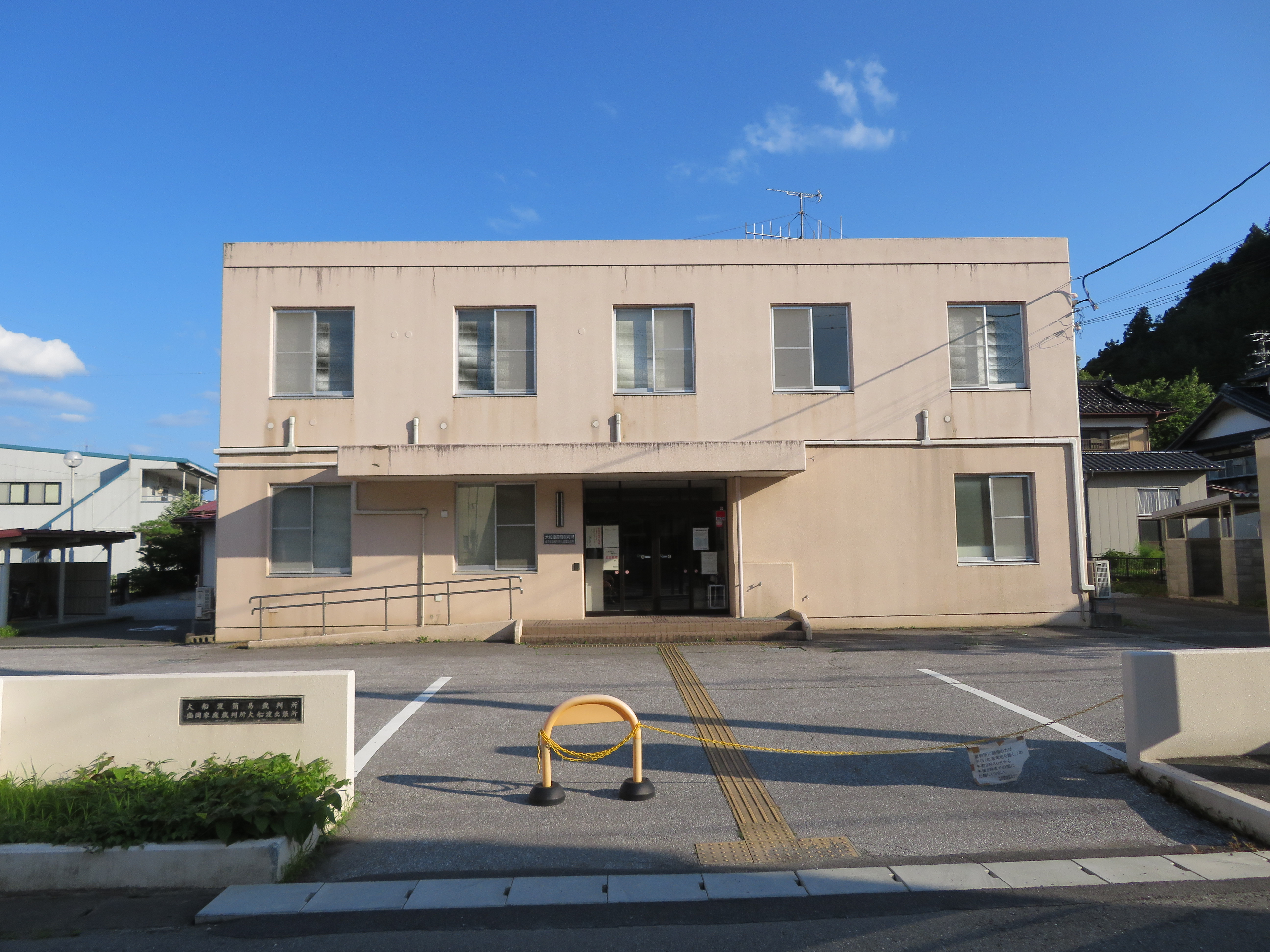
大船渡出張所

- 水沢支部 
  - 奥州市、胆沢郡金ケ崎町

※ただし、各支部の合議事件、花巻・二戸・遠野の各支部の少年事件は本庁で、水沢支部管内の少年事件は一関支部でそれぞれ取り扱う。

※出張所は、家事事件手続法で定める家庭に関する事件の審判及び調停のみ扱い、その他の事務は当該支部が扱う。

## 歴代所長
盛岡家庭裁判所の所長は盛岡地方裁判所の所長を兼任している。盛岡地方裁判所#歴代所長を参照。